# Пушкінська тополя
Пушкінська тополя. Обхват 6,30 м. Висота понад 40 м. Вік близько 200 років. Отримала статус ботанічної  пам'ятки природи в 1983 р. Росте в  Одесі у дворі будинку по вул. Торгова, 17 (19). За однією легендою,  О. Пушкін залазив по її гілках у вікно дружини комерсанта Різнича, а за іншою легендою, О. Пушкін посадив його на честь цієї красуні.

## Ресурси Інтернету
- Фотогалерея самых старых и выдающихся деревьев Украины  [Архівовано 8 квітня 2014 у Wayback Machine.]

## Виноски
1. 1 2   Шнайдер С. Л., Борейко В. Е., Стеценко Н. Ф. 500 выдающихся деревьев Украины. — К.: КЭКЦ, 2011. — 203 с.